# Plovdiv
Plovdiv (bolgárul: Пловдив, törökül: Filibe) Bulgária második legnagyobb városa, az ország középső részén helyezkedik el, a Marica folyó két partján. Régi magyar neve Filippopoly vagy Filipápoly volt. Plovdiv Észak-Trákia kulturális, kereskedelmi és közlekedési központja.

## Földrajz
Plovdiv a Felső-Trák-alföld legnagyobb városa.

## Története
Plovdiv ősi város, az újkőkor óta lakott hely. A trákok Emolpias néven emeltek itt erősséget, amit i. e. 342-ben Makedóniai Fülöp, Nagy Sándor apja foglalt el, s nevezett el Philippopolisznak, amely névalakból ered a régies magyar elnevezése is. A rómaiak Trimontiumnak, azaz a Három hegy városának nevezték. 46-ban Claudius császár újjáépíttette, Marcus Aurélius idején pedig erős falakkal vették körül. Közel öt évszázadon át római város, a trákiai provincia ragyogó városaként említették, majd Bizánc része lett.
447-ben a hunok elfoglalták, feldúlták. A szlávok már a 6. században megjelentek a térségben, de az első dunai bolgár birodalom része csupán 815-ben lett.
A Bizánci Birodalom 970-ben kebelezte be, az Oszmán Birodalom pedig 1362-ben foglalta el, de mindvégig a bolgár kultúra fellegvára maradt. Az oszmán korban Filibe volt a neve. 1878-ban a plovdivi csata után Kelet-Rumélia fővárosa lett. 1885-ben az egyesült Bulgária részévé vált.
Kereskedelmi és hadi utak központja, egykor az Adriai-tengertől a Fekete- és Márvány-tengerhez vezető római út része volt, később a keresztes hadjáratok klasszikus útvonala, majd a Belgrád–Isztambul-út része.

## Gazdasága
Trákia elsősorban mezőgazdasági vidék. Fontos szőlő-, gyümölcs- és rózsatermő terület. Mindezek miatt a gazdaság motorja az élelmiszer-feldolgozás. Ám gépipara, textilipara és vegyipara is jelentős. Több mint 200 műemléke miatt fontos turisztikai célpont is.

## Látnivalói
Legrégebbi épen maradt műemlékei a római korból, a 2. századból valóak. Ilyen a római színház és a stadion.
A dombokra épült, felújított sétálóutcákon bejárható óváros a bolgár reneszánsz elnevezésű stílus épületeiről nevezetes. Ezek a fából is épült házak a bolgár öntudatot vannak hivatva szimbolizálni. A színek és a kiugró erkélyek is kellően figyelemfelkeltőek, a belső terek gazdagsága, a dekorációk, értékes bútorok, szőnyegek, freskók engednek leginkább arra következtetni, hogy a házak tulajdonosai a 19. század tehetős kereskedői voltak. Jellegzetesek 19. századi vallási épületei: ortodox templomai, két török dzsámija és zsinagógája is.
A vasútállomás épületét a híres török építész, Mimar Kemaleddin Bey tervezte.

### Jellegzetesek vallási épületei
- Ortodox templomai mélyfaragással készített ikonosztázokkal: Szent Cirill és Metód, Szv Dimitar-Szent Demeter, Szv Nedelja-Szent Feltámadás, Szv Marina-metropolita templom, Szv. Bogorodica- Szent Szűz templom
- Két török dzsámija: Dzsumaja és Imaret
- A török időket idézi a Csifte banja török fürdő az Imaret dzsámi közelében.

Az óváros a Dzsumaja-dzsáminál kezdődik és onnan sorjáznak az építészeti, történelmi emlékek:
- Szent Szűzanya templom
- Ikonmúzeum
- Cirill és Metód Iskola, timpanonos-oszlopos homlokzatú klasszicista stílusú épület
- Csomakov ház – Bulgária első koronás uralkodójának I. Ferdinádnak a plovidivi "palotája" biedermeier, rodopei népi és keleti stíluselemek vegyülnek
- Szent Konstantin és Elena templom: szőlővel befuttatott lugasszerű előtere, a templom külső falát díszítő színes bolgár motívumok teszik egyedivé
- Plovdivi építészek háza
- Képcsarnok idézi érdekes kapuzatával az óváros hangulatát
- Néprajzi múzeum a bolgár újjászületés építészeti remeke karcsú oszlopokon álló, előreugró emeletű ház, aminek teljes homlokzatát fekete háttérből kiemelkedő színpompás 'vazrazsdane' virágdíszek borítják
- Georgiadi-ház a díszes termek, fafaragványos mennyezetek az óváros egyik leglátogatottabb épülete

A művésznegyedben kiállítótermek, hangulatos vendéglők csábítják a látogatót.
Plovdiv emblematikus emléke az amfiteátrum és antik színház, a mai Bulgária területén a leghatalmasabb szabadtéri római létesítmény. A II. században Traianus császár idejében kezdték el építését. A római építőművészet mesterműve. A nézőtér majdnem teljes kör alakban nyúlik a színpadig, 14 sor lépcsőzetes márvány padjaival, közöttük lefelé vezető lépcsősorokkal. A színpad mögött előkerült a kétszintes színházi épület nagy része is, dór és ión oszlopokkal. Két nagyméretű szobor, frízek és feliratok is emelték az építmény pompáját.
A római emlékeket idézik a városban fel-felbukkanó erődítményfalak, mozaikpadlók, vízvezetékrendszerek, középületek romjai. Tártak fel római fórumot idéző részleteket kőlapokkal burkolt eredeti római utcák mentén oszlopsorokkal oszlopfőkkel és az épületek homlokzatán frízekkel.

## Képek

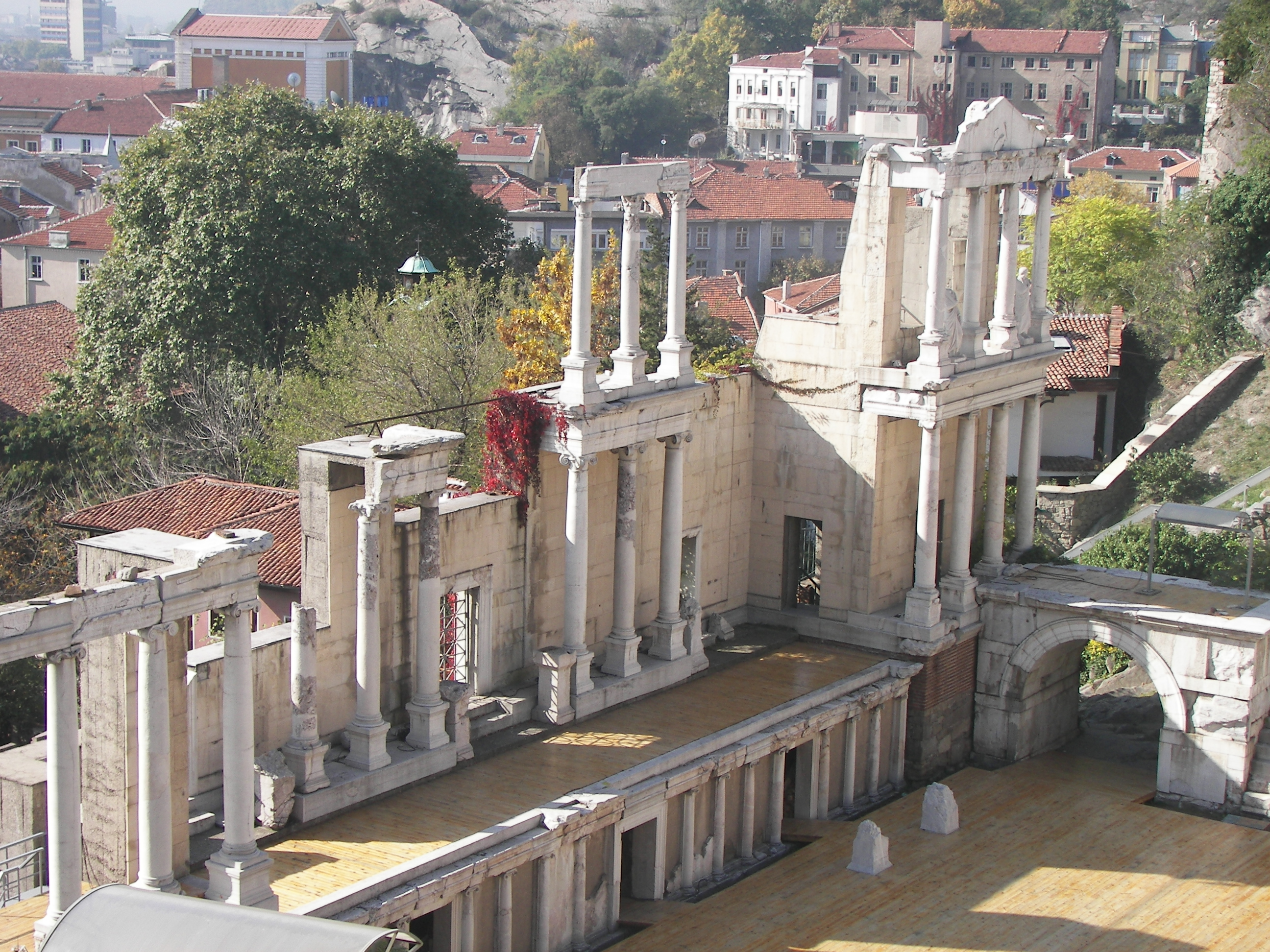
A római színház
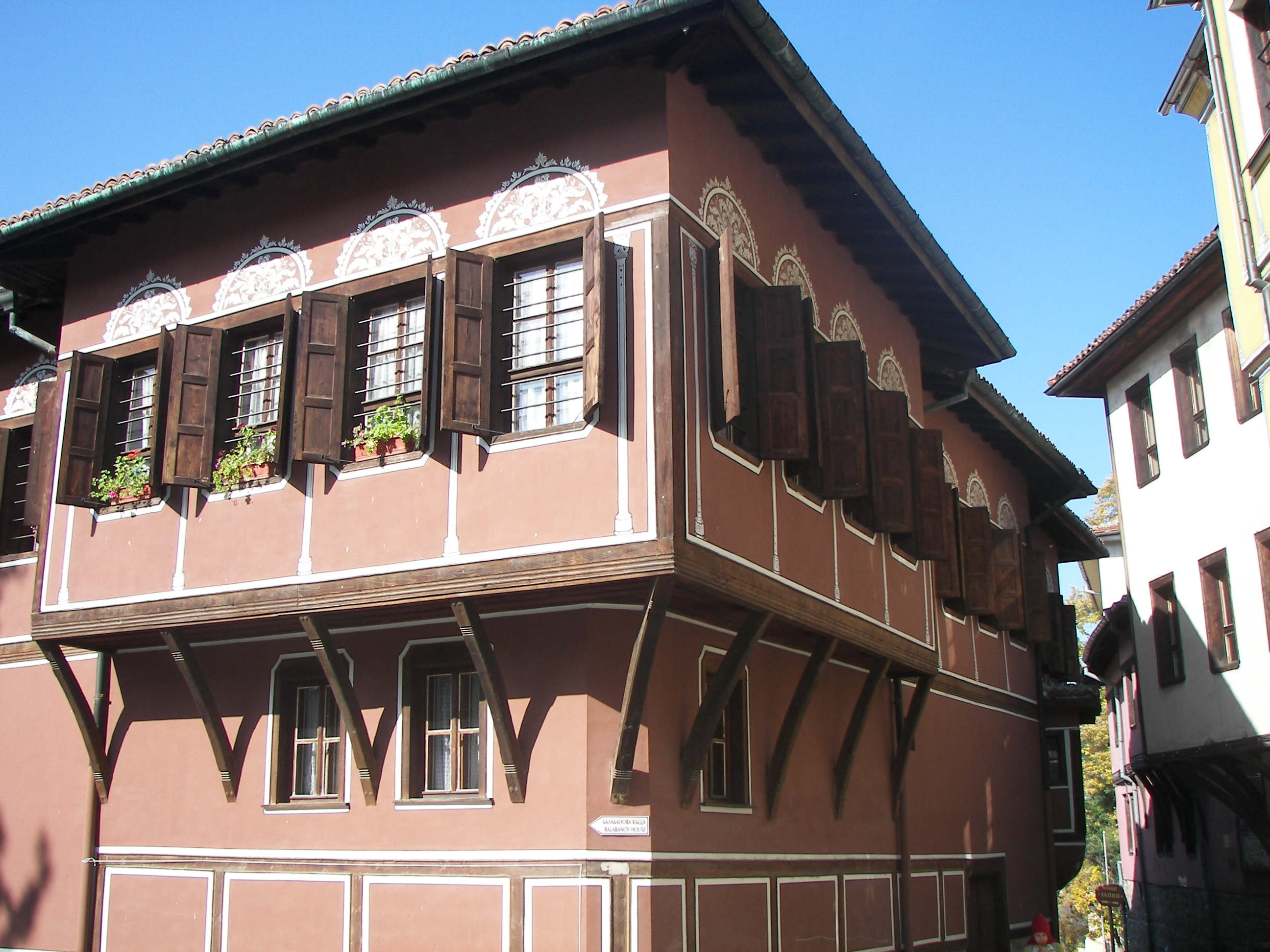
Balabanov-ház
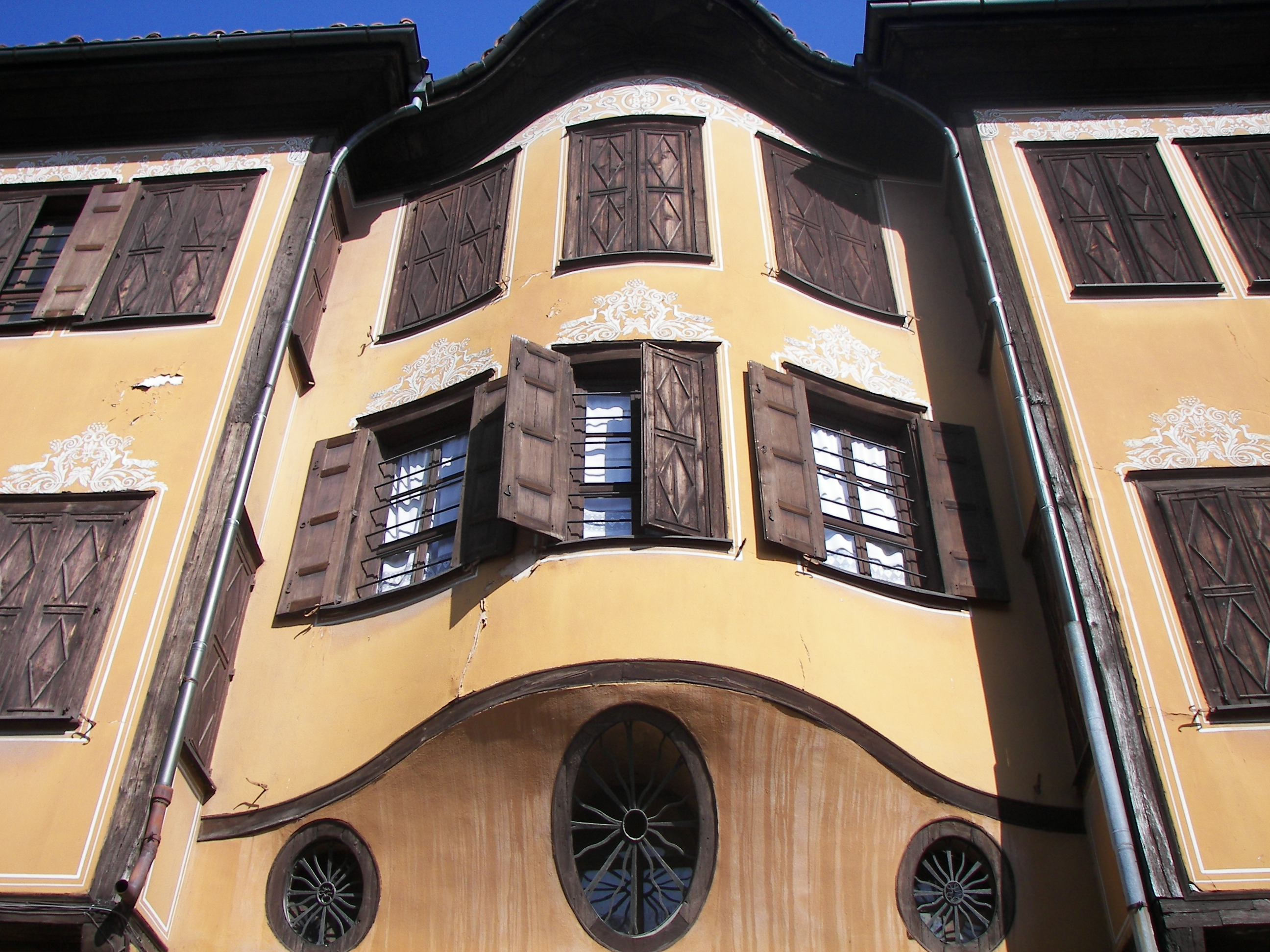
Georgiadi-ház
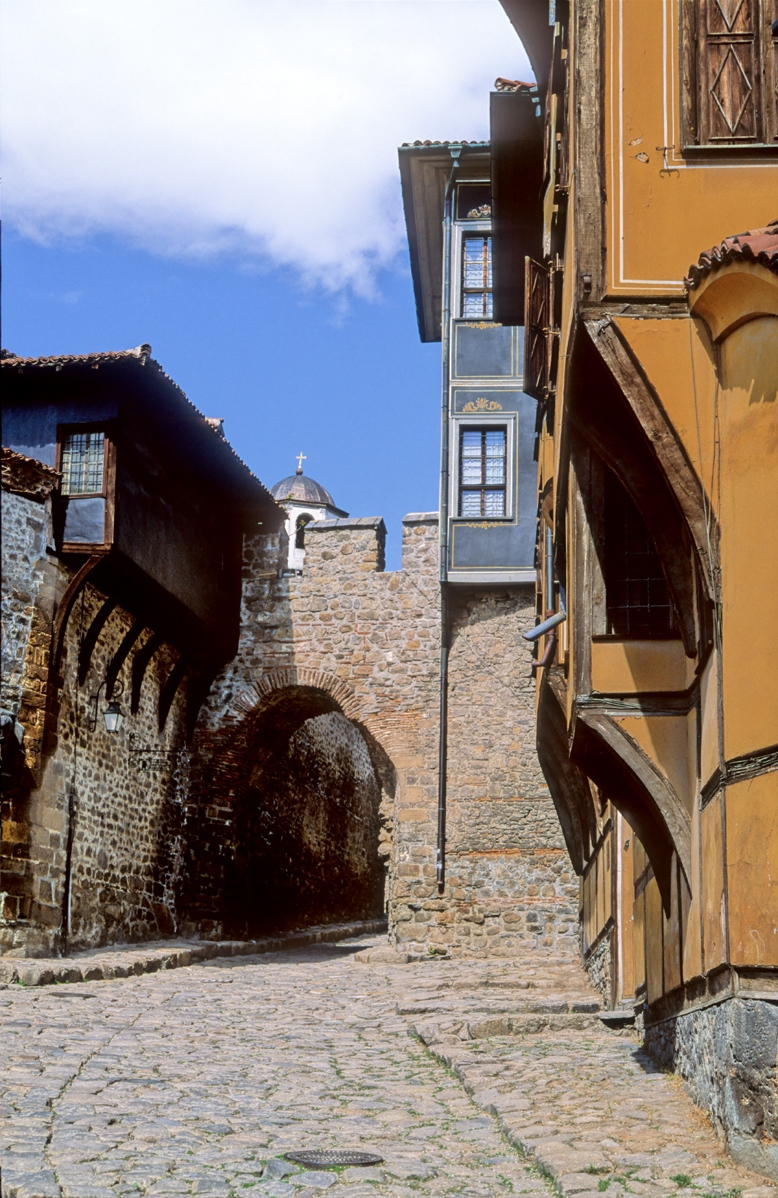
Hisar Kapı (középkori várkapu) az óvárosban
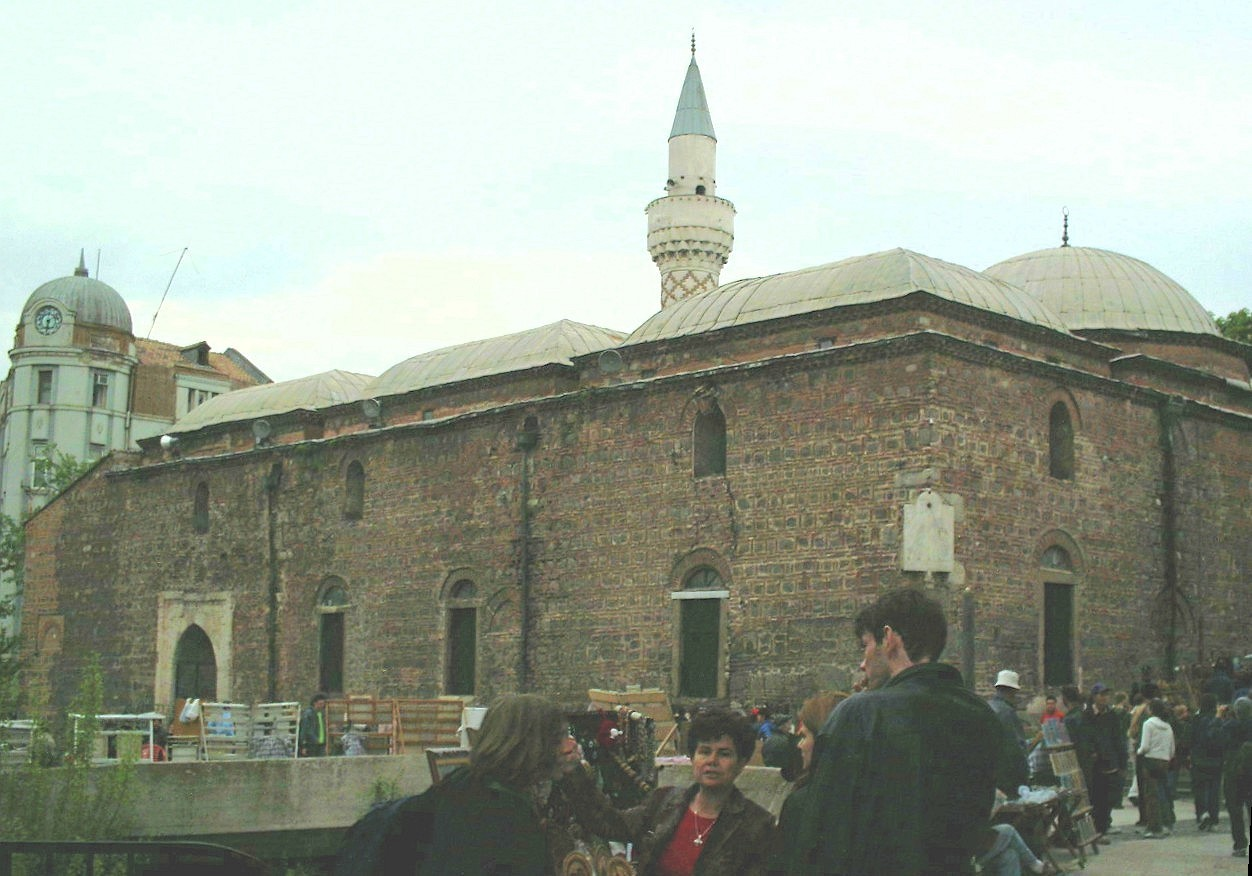
Dzsumaja mecset
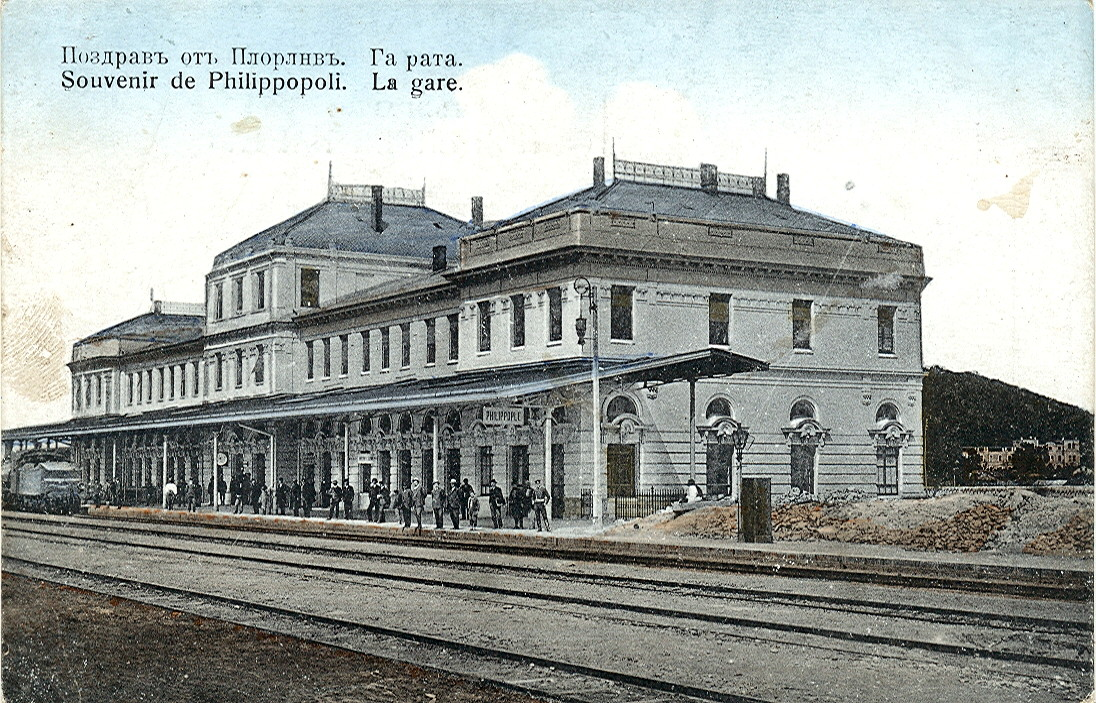
Plovdiv vasútállomása korabeli képeslapon